# Тухолька
Тухолька — село в Козёвской сельской общине Стрыйского района Львовской области Украины. Расположено в Карпатах в живописной долине речки Бриновки, на автотрассе Львов — Ужгород.
Впервые Тухолька упоминается в грамоте князя Константина Острожского в 1552 г.
По преданию, здесь нередко бывал со своими побратимами Олекса Довбуш.
В 1787 г. в Тухольке и окрестных селах вымерло много людей от голода, наступившего вследствие неурожая.
В 1828 г. в селе начался бунт против местного помещика. Австрийские власти направили на его подавление карательный отряд численностью 500 человек, который жестоко расправился с восставшими.
В 1858 году в Тухольке сгорела деревянная церковь, и в том же году вместо неё была построена церковь Успения Пресвятой Богородицы, которая сохранилась до сих пор и является памятником бойковской деревянной архитектуры. Церковную колокольню здесь построили в 1862 году.
В 1880 году в селе проживало 576 греко-католиков, 73 римо-католика, 56 евреев и 1 чел. другого вероисповедания. Среди них было 632 русина, 12 поляков и 61 немец.
Ценным экспонатом, перевезенным из села Тухолька в Музей народной архитектуры и быта «Шевченковский гай» во Львове, является бойковская хата 1909 года .
Согласно информации Киевского эколого-культурного центра в Тухольцы растет самый большой в обхвате и, вероятно, самый старый клен-явор на Украине. Обхват ствола — 5,10 м, высота — 15 м. Возраст — более 300 лет.